# Elymus wawawaiensis
Elymus wawawaiensis là một loài thực vật có hoa trong họ Hòa thảo. Loài này được J.R.Carlson & Barkworth mô tả khoa học đầu tiên năm 1998.